# Peridiopsora adelocaryi
Peridiopsora adelocaryi är en svampart som beskrevs av Kamat & Sathe 1969. Peridiopsora adelocaryi ingår i släktet Peridiopsora och familjen Pucciniastraceae.   Inga underarter finns listade i Catalogue of Life.